# Битка при Гетисбърг
Битката при Гетисбърг (на английски: Battle of Gettysburg /ˈɡɛtɨsbɜrɡ/  ( произношение), водена на 1 юли – 3 юли 1863 г. в и около градчето Гетисбърг, Пенсилвания, е най-голямата битка в Западното полукълбо и повратна точка на Американската гражданска война. Съюзната Армия на Потомак под командването на генерал-майор Джордж Мийд отблъсква атаките на Конфедеративната Армия на Северна Вирджиния под командването на генерал Робърт Лий.
След успеха си при Чансълърсвил през май 1863 г. Лий повежда армията си през долината Шенъндоа за второто си нахлуване на територията на Севера, надявайки се да завземе Харисбърг, Пенсилвания или дори Филаделфия и да повлияе на политиците от Севера да преговарят за мир. Подтикван от президента Ейбръхам Линкълн генерал-майор Джоузеф Хукър придвижва армията си между армията на Лий и Вашингтон, но в самото навечерие на битката е сменен с генерал-майор Джордж Мийд.
Сблъсъкът между двете армии започва на 1 юли 1863 г., когато предни части от армията на Лий се натъкват на кавалерийска част от армията на Мийд близо до Гетисбърг и започва сражение. Ниските ридове на северозапад от града са защитени отначало от кавалерийска дивизия на Съюза, но скоро са подкрепени от два пехотни корпуса. Два големи пехотни корпуса на Конфедерацията обаче ги нападат от север и северозапад, разбиват набързо разгърнатите линии на Съюза и изтласкват защитниците през улиците на града към хълмовете южно от него.
На втория ден от битката, 2 юли, по-голямата част от двете армии се е събрала. Съюзната линия е разположена в защитна позиция с форма на рибарска кука. Лий насочва силна атака срещу левия фланг на Съюза и ожесточени боеве се водят на хълма Литъл раунд топ (Малкия объл връх) и местностите Уийтфийлд (Житната нива), Девилс ден (Бърлогата на дявола) и Пийч орчард (Прасковената градина). На десния фланг на Съюза са насочени нападения срещу хълмовете Кълпс хил (Хълма на Кълп) и Семетери хил (Гробищния хълм). Въпреки значителните загуби по целия фронт, защитниците от Съюза удържат позициите си.
На третия ден от битката, 3 юли, боят се подновява на Кълпс хил, а на изток и на юг се водят кавалерийски боеве, но основният щурм на 12 500 войници от Конфедерацията е насочен срещу централните позиции на Съюза на Семетери ридж („Гробищния рид“). Щурмът на Пикет е отблъснат от пушечен и артилерийски огън на защитниците. На 4 юли двете армии погребват убитите и прибират ранените, а на 5 юли Лий отвежда армията си на мъчителен поход обратно към Вирджиния. Между 46 000 и 51 000 са жертвите на битката от двете страни. През ноември президентът Линкълн използва случая на освещаването на Националното гробище в Гетисбърг, за да почете падналите и да изтълкува поновому смисъла на войната в историческото си Гетисбъргско обръщение.

## Походът към Гетисбърг
Скоро след голямата победа на Армията на Северна Вирджиния над Армията на Потомак при Чансълърсвил (30 април – 6 май 1863 г.) Робърт Лий решава да предприеме второ нахлуване на територията на Севера (първото е неуспешният Мерилендски поход през септември 1862 г.) Такъв ход би разстроил военното планиране на Съюза и при значителен успех би могло да компенсира евентуално поражение на Конфедерацията при обсадения Виксбърг, Мисисипи и да накара политиците от Севера да се замислят за мир. Такъв поход би позволил на южняците да живеят от продоволствието на Севера и да облекчат опустошената от войната Вирджиния. Армията на Лий от 72 000 души би могла да застраши Филаделфия, Балтимор и Вашингтон и да засили движението за мир на Север. Той е разбрал как генерал-майор Джордж Макклелан е спрял нахлуването му в Мериленд през 1862 г. в битката при Антиетам, преди да може да събере армията си: като се е сдобил с тайна заповед на Лий, която е описвала намеренията му. Това вдъхва увереност на Лий, че без такава помощ генерал-майор Джоузеф Хукър, който Лий счита за плах и неуверен командир, доста по-трудно би могъл да го спре.
На 3 юни армията на Лий започва да се придвижва на север от Фредериксбърг, Вирджиния. За да увеличи ефективността на командването Лий реорганизира армията си от два в три корпуса. Генерал-лейтенант Джеймс Лонгстрийт запазва командването на Първи корпус. Корпусът на загиналия вследствие на приятелски огън в битката при Чансълърсвил генерал-лейтенант Томас Стоунуол Джаксън е разделен на две, като Втори корпус отива под командването на генерал-лейтенант Ричард Юел, а новият Трети корпус е поставен под командването на генерал-лейтенант Амброуз Хил. Кавалерийският корпус е под командването на генерал-майор Джеб Стюарт. Съюзната Армия на Потомак под командването на генерал-майор Джоузеф Хукър се състои от седем пехотни корпуса, кавалерийски корпус и артилерийски запас с обща численост 94 000 души.
На 9 юни кавалерийските отряди на двете армии се сблъскват при Бренди Стейшън, близо до Кълпърър, Вирджиния. Конфедеративната кавалерия от 9500 бойци под командването на Стюарт е изненадана и почти победена от Първия Съюзен корпус на генерал-майор Алфред Плезънтън (8000 кавалеристи и 3000 пехотинци), но се съвзема и взема надмощие. Битката, най-голямото кавалерийски сражение през войната, доказва за пръв път, че кавалеристите на Севера могат успешно да се противопоставят на кавалеристите на Юга.
След победа над федералните гарнизони в Уинчестър и Мартинсбърг Втори корпус на Юел започва да прекосява р. Потомак на 15 юни. Корпусите на Хил и Лонгстрийт правят същото на 24 и 25 юни. Армията на Севера ги следва, държейки позиция между южняците и столицата Вашингтон. Те прекосяват реката между 25 и 27 юни. Междувременно Лий позволява на част от кавалерията под командването на Джеймс Стюарт да обходи източния фланг на Съюзната армия, давайки му значителна свобода на действие. Стюарт и неговите три най-добри бригади отсъстват при съдбоносния поход към Гетисбърг, както и през първите два дни от битката.
Лий дава стриктни заповеди на армията си да намали до минимум отрицателното въздействие над местното население. Храната, конете и други припаси обикновено не се конфискува безцеремонно, но Конфедеративните пари, с които се заплащат, не са добре приети от собствениците. От някои градове, особено от Йорк, Пенсилвания, се иска плащане на обезщетение под заплаха от унищожение. Най-противоречивото действие на Конфедеративната армия е залавянето на около 40 негри, няколко от които са избягали роби, но повечето свободни, и изпращането им под стража в робство в Юга. В южна Пенсилвания походът към Гетисбърг на Лий е известен като „Извънредното положение от 1863“. Губернаторът Андрю Грег Къртин свиква опълчение, което да се противопостави на южняците.
На 26 юни части от дивизията на генерал-майор Джубал Ърли окупират Гетисбърг след кратки схватки с новосъздаденото Пенсилванско опълчение. Ърли иска данък, но не събира значими продоволствия. Войниците изгарят няколко вагона и един покрит мост и унищожават няколко железопътни и телеграфни връзки. Кавалерийска част под командването на подполковник Илайджа Уайт заема на 26 и 27 юни Гробищния хълм (наречен така, защото там се е намирало градското гробище) южно от Гетисбърг и пленява няколко коня, скрити там от местни жители, но на следващата сутрин Ърли се отправя към съседния окръг Йорк. На 29 юни армията на Лий, извита в дъга от Чамбърсбърг (45 км северозападно от Гетисбърг до Карлайл (30 км северно от Гетисбърг) до Харисбърг и Райтсвил близо до р. Сускуехана.
В спор относно използването на гарнизона, защитаващ Харпърс Фери, Западна Вирджиния, командващият Армията на Потомак генерал-майор Джоузеф Хукър предлага оставката си и Ейбръхам Линкълн и главнокомандващият генерал-майор Хенри Халек, които след поражението на Хукър при Чансълърсвил търсят извинение, за да се отърват от него, я приемат незабавно. Рано сутринта на 28 юни назначават на негово място генерал-майор Джордж Мийд, командир на V корпус.
На 29 юни Лий научава от шпионин, нает от Лонгстрийт, че Армията на Потомак е прекосила реката със същото име и заповядва съсредоточаването на войските си около Кештаун, близо до Саут маунтин (Южната планина), на 13 км западно от Гетисбърг. На 30 юни, докато корпусът на Хил е в Кештаун, една от бригадите му под командването на бригаден генерал Джеймс Петигрю се отправя към Гетисбърг. Според мемоарите на Хенри Хет, дивизионния командир на Петигрю, Петигрю е търсел голям запас от обувки в града, но това обяснение може да и измислено впоследствие, за да се оправдае прекалено голямата разузнавателна група.
Когато войниците на Петигрю се приближават към Гетисбърг на 30 юни, забелязват Съюзната кавалерия под командването на бригаден генерал Джон Бюфорд да пристига южно от града и Петигрю се връща в Кештаун, без да започне сражение. Когато казва на Хил и Хет какво е видял, те предполагат, че това е Пенсилванското опълчение, не знаейки какво всъщност е разположението на войските на Съюза. Въпреки заповедта на генерал Лий да се избягва голямо сражение, докато цялата му войска не е съсредоточена, Хил решава да предприеме голям разузнавателен набег, за да оцени размера и силата на врага пред него. Около 5 ч. сутринта на 1 юли две бригади от дивизията на Хет се отправят към Гетисбърг.

## Първи ден от битката
Бригаден генерал Джон Бюфорд осъзнава стратегическата важност на възвишенията южно от града, разбирайки, че ако южняците ги завземат, армията на Мийд трудно ще ги изтика оттам. Той решава да използва три рида западно от града, Хер, МакФерсън и Семинарийния, които са удобни за забавящо действие от малката му дивизия срещу превъзхождащите ги южни пехотни сили, за да се спечели време, което да позволи пристигането на войските на Съюза, които да се разположат на Семетери хил, Семетери ридж и на Кълпс хил. Рано на сутринта командващият лявото крило на Армията на Потомак генерал-майор Джон Рейнолдс заповядва на своя Първи корпус да се отправи към местоположението на Бюфорд, а XI корпус на генерал-майор Оливър Хауърд да го последва отблизо.
Две бригади от дивизията (съставена от четири бригади) на Хет напредват под командването на бригадни генерали Джеймс Арчър и Джоузеф Дейвис. Те се отправят на изток в колони по пътя от Гетисбърг за Чамбърсбърг. На около 5 км западно от града около 7.30 ч сутринта срещат лека съпротива от кавалерийски аванпостове на Съюза и се разгръщат. Според преданието първият изстрел е даден от Съюзния лейтенант Марселус Джоунс. През 1886 г. л-т Джоунс се връща в Гетисбърг, за да маркира мястото, където е изстрелял първия изстрел, с паметник. Войниците на Хет, наброяващи 7600, срещат 2748-те слезли от конете членове на кавалерийската бригада на полковник Уилям Гембъл, които започват карабинен обстрел зад прикритието на ограда.
На север от пътя бригадата на Дейвис печели временен успех срещу бригадата на Съюзния бригаден генерал Лизандър Катлър, но е отблъсната с тежки загуби в действие около недовършеното легло за жп линия, издълбано в рида, дълго 180 м и дълбоко 4.5 м, където са пленени стотина южняци под заплаха от продолен огън от двата края на жп леглото. Южно от пътя бригадата на Арчър напада през горите на МакФерсън. Федералната Желязна бригада под командването на бригаден генерал Соломон Мередит пленява неколкостотин от хората на Арчър, както и него самия. Арчър е първият генерал от армията на Лий, който попада в плен. Той е пленен от редник Патрик Мълоуни, който го задържа въпреки съпротивата му. Мълоуни е убит няколко часа по-късно, но получава Медала на честта за подвига си. До 10:20 ч., южняците са изтласкали кавалеристите на Съюза на изток от МакФерсън Ридж, когато най-сетне пристига авангардът на I корпус на генерал-майор Джон Рейнолдс.
Рано в боя, докато нарежда движенията на войски и артилерията източно от гората, викайки „Напред мъже! Напред за Бога и изкарайте онези момчета от гората“, генерал-майор Джон Рейнолдс пада от коня си, убит от куршум зад дясното ухо. Шелби Фут пише, че каузата на Съюза е загубила мъж, считан от мнозина да е „най-добрият генерал в армията“. Генерал-майор Абнър Дабълдей поема командването на Първи корпус. Боят в района на разклонението за Чамбърсбърг продължава до около 12.30 ч и е подновено към 14.30 ч, когато цялата дивизия на Хет влиза в сражение, добавяйки бригадите на Петигрю и на полковник Джон Брокънбро.
Когато пристига Северно-Каролинската бригада на Петигрю, те обхождат по фланга 19-а бригада от Индиана и отблъскват Желязната бригада. 26-и Северно-Каролински полк (най-големият в армията с 839 души) понася огромни загуби, напускайки полесражението с 212 мъже. До края на тридневната битка са останали 152 здрави войници, най-големият процент на поражения в който и да е полк през войната. Северен или Южен. Постепенно Желязната бригада е изтласкана през гората към Семинарийния рид. Хил добавя дивизията на генерал-майор Уилям Пендър към атаката и I Съюзен корпус е отблъснат през двора на Лутеранската семинария към улиците на Гетисбърг.
Докато боят тече на запад, две дивизии от Втория корпус на Юел, маршируващи на запад от Карлайл и Йорк към Кештаун в съответствие със заповедта на Лий там да се съсредоточи армията, се обръщат на юг в посока към Гетисбърг, а Единадесети Съюзен корпус (под командването на генерал-майор Оливър Хауърд) бърза на север по пътя от Гетисбърг за Балтимор и Танитаун. До ранния следобед федералната линия образува полукръг на запад, север и североизток около Гетисбърг. Те обаче нямат достатъчно войници. Най-лявата дивизия на Единадесети корпус не успява да се разгърне навреме, за да удържи линията и Дабълдей е принуден да хвърли в боя запасните си бригади, за да удържи фронта. Генерал-майор Оливър Хауърд наблюдава сражението от покрива на бакалия в Гетисбърг, когато е уведомен за смъртта на Рейнолдс и че командването на всички Съюзни сили преминава в негови ръце. Той веднага изпраща куриери за подкрепления от III корпус (генерал-майор Дениъл Сикълс) и XII корпус (генерал-майор Хенри Слоукъм)

### Следобед
Около 14 ч. дивизиите от Втори корпус на генерал-майорите Робърт Роудс и Джубал Ърли нападат и обхождат по фланга позициите на I и XI Съюзни корпуси на север и северозапад от града. Бригадите на полковник Едуард О'Нийл и бригаден генерал Алфред Айверсън понасят големи загуби, нападайки без предварително разузнаване добре разположената и прикрита бригада (шест полка от ветерани) от Първи корпус на бригаден генерал Хенри Бакстър южно от Оук хил (Дъбовия хълм). Хората на Бакстър са прикрити зад каменна стена и когато се изправят да стрелят, се намират на стотина метра от севернокаролинците, които дават 800 жертви от 1350 членове на бригадата. Разказвани са истории как групи трупове са намерени в почти строеви ред, петите на обувките им в една линия. (Телата са погребани на място и местността днес е известна като „Ямите на Айверсън“, източник на много местни разкази за свръхестествени явления.) Бакстър оттегля бригадата си, когато им свършват мунициите и хората се изтощават. На тяхно място е изпратена бригадата на бригаден генерал Гейбриъл Пол, който е уцелен от куршум в слепоочието. Куршумът излиза през другото му слепоочие, ослепявайки го (Пол оцелява и живее още двадесет години). Преди края на деня още трима командири на бригадата са ранени.
Генерал Лий пристига на бойното поле към 14.30 ч и виждайки положението, отменя заповедта си да се избягва генерално сражение. 26-а Северно-Каролинска бригада на бригаден генерал Петигрю, най-голямата бригада в армията, принуждава Желязната бригада да отстъпи в едно от най-яростните сражения по време на войната. Желязната бригада отстъпва през гората, прави три опита да спре настъплението на южняците в открито поле, но след това се опира на Лутеранската семинария. Бригаден генерал Мередит е ранен в главата и конят му пада върху него. Генерал Хет е уцелен в главата, но куршумът рикошира от подплънката от навита хартия, която той поставя в прекалено широката си шапка. Въпреки това обаче губи съзнание за 24 часа и повече не участва в тридневната битка.
Дивизията на генерал-майор Джубал Ърли се възползва от грешка, направена от бригаден генерал Франсис Барлоу, когато той напредва със своята дивизия от Девети корпус към могилата на Блохер (дн. могилата на Барлоу) на север от града и по този начин създава изпъкналост в линията на Съюза, която е уязвима от атаки от няколко страни. Дивизията на Ърли ги обкръжава и пленява ранения Барлоу. На запад войниците на Съюза се опират на Семинарията, където набързо правят 500 м. брустверни укрепления, където разполагат 20 оръдия. Конфедеративната бригада на бригаден генерал Алфред Скейлс напада по северния фланг, но петте полка от 1400 севернокаролинци са избити в един от най-яростните артилерийски баражи през войната. Южно-Каролинската бригада на полковник Абнер Перин (4 полка от 1500 души) е насочена към 50-метрова „дупка“ в брустверите на Съюза, където те пробиват и започват да обграждат и изтласкват северняците, които отстъпват към Гробищния хълм.
XI корпус рухва напълно към 16 ч. Те дават 1800 убити и ранени и 1400 пленници, около половината от изпратените като подкрепление от Гробищния хълм. Генерал-майор Хауърд казва по-късно на генерал-майор Мийд, че неговият корпус е рухнал само защото I корпус под командването на бригаден генерал Дабълдей е поддал първи на фланга му, което съсипва по-нататъшната военна кариера на Дабълдей. Близо до жп леглото са пленени 500 северняци. Докато федералните позиции рухват на запад и север от града, генерал-майор Хауърд заповядва отстъпление на възвишенията южно от града, където е оставил дивизията на бригаден генерал Адолф фон Стайнвехр в резерв, в съответствие със заповедите на генерал-майор Рейнолдс, малко преди да бъде убит. Отстъплението минава през улиците на града, а някои от войниците на Севера се укриват в Гетисбърг (зад линията на южняците) до края на битката, например бригаден генерал Александър Шимелфениг, който прескача ограда и се крие зад купчина дърва в градината на семейство Гарлах до края на битката.
Генерал-майор Уинфийлд Ханкок, командир на Втори Съюзен корпус е изпратен от Мийд, след като разбира за смъртта на Рейнолдс, пристига и поема командването. Негова задача е да прецени дали Гетисбърг предлага удобна позиция за даване на генерално сражение. Ханкок казва на Хауърд, който е на по-висок пост и с нежелание се съгласява със заповедта на Мийд да отстъпи командването, „Мисля, че това е най-силната позиция от природна гледна точка за водене на битка, която някога съм виждал.“ След съгласието на Хауърд Ханкок завършва разговора: „Много добре, сър, аз избирам това поле за сражение.“ Семетери хил хълм има надморска височина 153 м., като се издига на 24 м над центъра на града и на 30 м над ручея на Уайнбренър в основата му.
Генерал Лий разбира за предимството на Съюза, ако те удържат възвишенията южно от града. Той праща заповед на Юел „да завземе хълма, окупиран от врага, ако го намери за осъществимо, но да избегне генерално сражение до идването на другите дивизии от армията.“ Юел се отказва да опита да завзема Семетери хил (Гробищния хълм), от който Конфедеративната артилерия би могла да нанесе тежки поражения на цялата защитна позиция на Съюза на Гробищния рид, както и на комуникационната линия на Съюза по пътя за Балтимор. Той също не се опитва да заеме Кълпс хил (Хълма на Кълп), на който има малобройни Съюзни войници по това време и който би дал силна позиция за обстрелване на Съюзните войски на Семетери хил. Изпуснатата възможност от Юел се счита за голяма грешка, която може би е нямало да бъде допусната, ако на негово място е бил загиналият два месеца по-рано генерал-лейтенант Стоунуол Джаксън.
Около 27 000 войници от армията на Лий и 22 000 от армията на Мийд участват в битката на първия ден. Жертвите на Конфедерацията (убити, ранени и пленени) са малко над 6000, а на Съюза почти 9000.

## Втори ден
Вечерта на 1 юли и на сутринта на 2 юли на бойното поле пристига повечето пехота на двете страни, включително II, III, IV, V, VI и XII Съюзни корпуси. Трета дивизия на Лонгстрийт, под командването на генерал-майор Джордж Пикет, започва прехода си от Чамбърсбърг рано сутринта и пристига късно на 2 юли.„Кавалерията на Джеб Стюарт пристига едва следобед на 2 юли, което лишава Лий от „очите и ушите на армията“.
Линията на Севера следва хълма Кълпс хил югоизточно от града, северозападно от хълма Семетери хил от града след това близо 3 км на юг по Семетери ридж (Гробищния рид), свършвайки малко на север от Литъл раунд топ (Малкия объл връх). Повечето от XII корпус е на Кълпс хил, остатъците от Първи и Единадесети корпус защитават Семетери хил, Втори корпус покрива повечето от северната половина на Семетери ридж, а на Трети корпус е наредено да заеме позиция на левия фланг. Формата на линията на Съюза нарочно е наречена формация „рибарска кука“. Конфедеративната линия се движи успоредно на Съюзната линия на около 1600 м западно на Семинарийния рид, минава на изток през града, след това завива на изток до точка срещу Кълпс хил. Линията на Конфедерацията е проточена на почти 8 км.

### Планът на Лий
Генерал Робърт Лий трябва да избира от няколко потенциални следващи действия. Заповедта му от предишния ден Юел да заеме Кълпс хил или Семетери хил, „ако е осъществимо“, не е реализирана и Армията на Съюза сега е на силни отбранителни позиции с компактни вътрешни линии. Поради липсата на кавалерията на Стюарт, генерал Лий до късно не е наясно с реалното разположение на войските на Съюза. Генерал-лейтенант Лонгстрийт му предлага армията да напусне сегашната си позиция и да обходи по южния фланг армията на Съюза, като прекъсне съобщителните ѝ линии, принуждавайки Мийд да ги атакува. Лий отхвърля това предложение, защото не иска войниците му да напуснат завзетата с толкова жертви позиция от предишния ден и защото е уверен в способността на армията си да побеждава. Лий желае корпусът на Лонгстрийт да нападне рано сутринта, а корпусът на Юел да напусне позицията си и да дойде в подкрепление на Лонгстрийт. Юел обаче протестира, че войниците му ще бъдат деморализирани, ако са принудени да напуснат позицията, която са спечелили с толкова жертви, а Лонгстрийт протестира, че дивизията под командването на Худ не е пристигнала напълно, а дивизията на Пикет въобще я няма. Лий прави компромис с двамата си генерали, позволявайки на Юел да остане на сегашната си позиция, а на Лонгстрийт да започне нападението, когато е готов. Планът за действие на Лий предвижда Първи корпус на Лонгстрийт да се разположи, без да бъде забелязан на позиция, от която да може да атакува левия фланг на Съюза с поглед към североизток по пътя за Емитсбърг и да „навие“ линията на Съюза. Последователността на нападението трябва да започне с дивизиите на генерал-майорите Джон Худ и Лафайет Маклоос, следвани от дивизията на генерал-майор Ричард Андерсън от III корпус на Амброуз Хил. Прогресивната ешелонна последователност трябва да предотврати придвижването на войски от Мийд от центъра, за да усили левия си фланг. В същото време дивизиите на Едуард Джонсън и Джубал Ърли от корпуса на Юел трябва да направят „демонстрация“ срещу Кълпс хил и Семетери хил (отново за да се предотврати придвижването на федерални войски) и да превърне демонстрацията в пълномащабно нападение, ако се появи такава възможност.

### Преместването на Сикълс
Планът на Лий е основан на грешно разузнаване, влошено от отсъствието на кавалерията на Стюарт. Вместо да заобиколят левия фланг на Съюза и да го нападнат косо, дивизията на Лонгстрийт ще се изправи директно срещу Трети корпус на генерал-майор Дениъл Сикълс. Сикълс е недоволен от позицията, зададена му от Мийд на южния край на Семетери ридж. Виждайки малко възвишение, Пийч орчард (Прасковената градина), 1100 м на запад, той придвижва корпуса си на малко по-високата земя покрай пътя за Емитсбърг. Вероятно го е направил със спомена за отстъплението от възвишение (Лешниковата горичка) в битката при Чансълърсвил, което след това е използвано от южняците като смъртоносна артилерийска платформа. Новата линия е разположена от Бърлогата на дявола на северозапад до Прасковената градина, след това на североизток покрай пътя за Емитсбърг до точка южно от фермата на Кодори. Това създава незащитима изпъкналост в линията на Съюза при Пийч орчард. Дивизията на бригаден генерал Андрю Хъмфрис (на позиция покрай пътя за Емитсбърг) и дивизията на генерал-майор Дейвид Бърни (на юг) са разпръснати на по-дълъг фронт, отколкото техният малък корпус може да защити ефективно. Мийд е разярен от неподчинението на Сикълс, но е твърде късно да направи нещо, за да го върне.

### Забавянето на Лонгстрийт
Нападението на Лонгстрийт трябва да се осъществи колкото се може по-рано, но той получава разрешение от Лий да изчака пристигането на една от бригадите си и докато маршируват до назначените им позиции, хората му виждат Съюзна сигнална станция на Малкия объл връх. Връщането обратно, за да не бъдат забелязани, отнема много време и дивизиите на Худ и Маклоос не започват атаките си до 16 и 17 ч съответно. Генерал-майор Джон Худ предлага на Лонгстрийт да използват напускането от Сикълс на неговата позиция на левия фланг на Съюза, за да направят обходно движение и да се окажат в тила на Съюза, но Лонгстрийт отхвърля каквато и да е модификация на заповедта на Лий.
Отчасти поради неочакваното местонахождение на Сикълс нападението на Лонгстрийт не протича според плана на Лий. Вместо да завие на ляво в едновременен двудивизионен тласък от двете страни на пътя за Емитсбърг дивизията на Худ напада в по-източна посока, а дивизиите на Маклоос и Андерсън, разгърнати бригада до бригада ешелонна формация също се отправят по на изток, а не на североизток, както е предвидено.

### Нападения срещу левия фланг на Съюза

#### Нападението на Худ
Нападението на Лонгстрийт започва с 30-минутен артилерийски бараж с 36 оръдия, който се оказва много тежък за войниците на Съюза, разположени в Прасковената градина. Към 16.30 ч. Генерал-майор Джон Худ се изправя в стремената на коня си и вика: „Поставете щиковете си, мои смели тексасци! Напред и превземете онези височини!“ Не е ясно кои височини е имал предвид. Заповедта му е да се пресече пътя за Емитсбърг и да свие наляво, движейки се на север, като левият му фланг се равнява по пътя. Минути по-късно обаче е сериозно ранен в лявата ръка от експлодирал над главата му снаряд и е изваден от действие. Когато дивизиите на Лонгстрийт се сблъскват с III корпус на Съюза, Мийд е принуден да изпрати 20 000 души подкрепление под формата на целия V корпус, дивизията на бригаден генерал Джон Колдуел от II корпус, повечето от XII корпус и малки части от новопристигналия VI корпус. Атаките на Юга се различават от плана на Лий, тъй като дивизията на Худ се придвижва по на изток от предвиденото, губейки подравняването си по пътя за Емитсбърг]], нападайки Девилс ден (Бърлогата на дявола) и Литъл раунд топ (Малкия объл връх). Бърлогата на дявола е на южния край на малко възвишение в северозападната част на Долината на Плъм крийк (Сливовия ручей), където са струпани големи канари. Тя е заета от бригадата (2200 души) на бригаден генерал Дж. Х. Уорд. Южняците обаче не минават през канарите, а пушечният бой нанася тежки поражения и на двете страни. За половин час 20-и полк от Индиана губи половината си мъже, включително полковника и подполковника си, 86-и Ню Йоркски също губи командира си, а командирът на 3-ти Арканзаски е ранен, една от 182-те жертви на полка. Контраатаката на Съюза. водена на кон от полковник Огъстъс Елис и от майор Джеймс Кромуел от 124-ти Нюйоркски полк, отблъсква 1-ви Тексаски полк на 200 метра, но след това тексасците се прегрупират и със залп убиват полковника и майора, а от 283-та нюйоркчани, участници в атаката, само 100 се връщат на Съюзната линия. С пристигането на подкрепления от 99-и Пенсилвански, бригадата на Уорд си връща билото.

#### Нападението на Маклоос
Генерал-майор Маклоос, идвайки отляво на Худ, отправя многобройни атаки срещу тънко разтегнатия III корпус в Уийтфилд (Житната нива), където янките отвръщат с контраатаки и ги надвива в Прасковената градина. Атаката на Маклоос накрая достига Долината на Плъм крийк (Вали ъв дет, Долината на смъртта) преди да бъде отбита от 3-та Пенсилванска запасна дивизия от Пети корпус, включително рота от района на Гетисбърг, спускаща се по Литъл раунд топ. III корпус фактически е унищожен като бойна единица в тази битка, а кракът на Сикълс е ампутиран, след като е улучен от гюле. Дивизията на Колдуел е унищожена на Уийтфийлд, а поради погрешна строева команда от незнаен източник Каролинските полкове се обръщат надясно, което излага левия им фланг на вражеските батареи и стотици загиват. В поредицата от атаки и контраатаки на Уийтфилд южняците дават 1394 убити и ранени, а северняците 3215 (нетипично съотношение между нападащи и отбраняващи).

#### Нападението на Андерсън
Нападението на дивизията на Андерсън отляво на Маклоос започва около 18 ч., чиято трета бригада под пълководството на бригаден генерал Амброуз Райт смазва два полка на пътя за Емитсбърг, северно от фермата на Кодори, пленява две батареи и напредва към пролука в линията на Съюза южно от Горичката (За известно време единствените войници на Съюза в този район са генерал-майол Мийд и щаба му) достига билото на Гробищния рид и малко отвъд, но не получава подкрепления и не може да задържи тази позиция в лицето на контраатаките на Втори корпус, включително почти самоубийствената атака на Първи доброволчески полк от Минесота срещу Алабамската бригада на бригаден генерал Кадмъс Уилкокс, заповядана от Ханкок в отчаянието си да спечели време за пристигане на подкрепления.

#### Литъл раунд топ
Докато боят бушува в Уийтфийлд (Житната нива) и Девилс ден (Бърлогата на дявола), полковник Стронг Винсънт е уведомен от куриер на главния инженер на Съюза бригаден генерал Гуверньор Уорън за важността на Литъл раунд топ (198 м н.в., 46 м над Плъм крийк) в левия фланг на Съюзната позиция и по своя инициатива разполага войниците си на незаетия хълм десет минути преди да пристигнат южняците. Неговата бригада от четири сравнително малки полка, заедно с една артилерийска батарея и 140-и Нюйоркски полк, които са изпратени по-късно от Уорън, успява с трудност да отбие повторни атаки от бригадата на бригаден генерал Евандър Лоо от дивизията на Худ, чиито войници са изтощени от дългия преход (32 км), за да стигнат до бойното поле и не успяват да напълнят манерките си, преди да им бъде заповядано да нападнат. Отбраната на Литъл раунд топ с щурм на щик от 20-и Мейнски полк, който пленява голяма част от 15-и Алабамски полк, е един от знаменитите епизоди на Гражданската война и прави полковник Джошуа Чембърлейн знаменитост след войната. Полковник Стронг Винсънт е смъртоносно ранен и умира на 7 юли на 26-годишна възраст, след като е повишен в бригаден генерал.

### Нападения срещу десния фланг на Съюза

#### Нападението на Джонсън
Генерал-лейтенант Ричард Юел започва демонстрацията си към 16 ч. с артилерийски огън от хълма на Бенър на 1600 м на североизток, но ответния огън на Съюза от Семетери хил се оказва убийствен, защото Семетери хил е с 15 м по-висок. Четирите батареи на Юел са унищожени, включително най-добрият му артилерист, 19-годишният Джоузеф Латимър, „момчето-майор“. Атаката на Кълпс хил (155 м н.в., 46 м над Скалния поток в подножието му) от дивизията на генерал-майор Едуард Джонсън от Втори конфедеративен корпус започва към 19 ч., след като дивизията на Андерсън е била отблъсната от Семетери ридж. Повечето от защитниците на хълма от Дванадесети Съюзен корпус са изпратени да защитават левия фланг срещу нападенията на Лонгстрийт и единствената част, останала на хълма, е Нюйоркска бригада под командването на бригаден генерал Джордж Грийн. Поради настояването на Грийн да се изградят силни укрепителни съоръжения (бруствери) от камъни, дървета и пръст и с подкрепленията на Първи и Девети корпус хората на Грийн отблъскват нападателите, макар южняците да завземат част от изоставени Съюзни укрепления в долната част на хълма. Поради тъмнината и твърдата отбрана от бригадата на Грийн южняците от бригадата на бригаден генерал Джордж Стюарт не осъзнават, че се намират на 600 м от основната комуникационна линия на Съюза, пътя за Балтимор, чието пленяване би нанесло голяма вреда на Съюза.

#### Нападението на Ърли
По мръкване (19.30 ч.) две от бригадите на Джубал Ърли нападат позициите на XI корпус на източния Гробищен хълм, където полковник Андрю Харис от 2-ра бригада, 1-ва дивизия е поставен под ожесточен огън и губи половината си хора. Войниците на Ърли достигат билото на хълма, но вътрешните линии на Съюза позволяват на командирите бързо да местят войници в критични райони и с подкрепения от II корпус федералните войски задържат владението си на източния Семетери хил и бригадите на Ърли са принудени да се оттеглят. Останалата дивизия от корпуса на Юел, тази на генерал-майор Робърт Роудс, не идва на подкрепление с нападение на Семетери хил от запад, както е поръчал Юел поради забавяне и падането на мрака. Загубите и на двете страни са сериозни, включително командирът на Конфедеративна бригада полковник Айзък Ейвъри, който е уцелен във врата. Не можейки да говори, той написва на м-р Тейт, който го открива: „Майоре, кажете на баща ми, че съм загинал с лице към врага.“ Умира на следващия ден.
Джеб Стюарт и неговите три кавалерийски бригади пристигат в Гетисбърг около пладне на втория ден, но не вземат участие в боя. Конфедеративната бригада на бригаден генерал Уейд Хамптън води малко сражение с Мичиганската кавалерия на Джордж Къстър близо до Хънтърстаун, североизточно от Гетисбърг.

## Трети ден
Генерал Лий иска да възобнови атаката в петък, 3 юли, използвайки същия план като предишния ден: Лонгстрийт ще нападне левия фланг на Севера, а Юел ще нападне Кълпс хил. Призори обаче XII корпус започва артилерийски обстрел в опит да си възвърне загубените укрепления от миналия ден. Южняците нападат и втората битка за Кълпс хил завършва след около седем часа разгорещен бой към 11 ч. Поради объркване в командването 2-ри масачузетски и 27-и полк от Индиана (общо 650 души) са изпратени на фронтален стометров щурм през открито поле срещу защитената позиция на южняците (1000 души) и претърпяват 43 % и 32 % жертви съответно. Въпреки това южняците са отблъснати с 2800 жертви, докато янките дават 1000 жертви, включително 300 от бригадата на Грийн.
Лонгстрийт трябва да командва Вирджинската дивизия на Пикет от своя I корпус плюс шест бригади от корпуса на Амброуз Хил в нападение срещу центъра на Съюзната линия на Семетери ридж (според някои историци целта на Лий е била горичката на Зиглер на Семетери хил), защитаван от II корпус на генерал-майор Уинфийлд Ханкок. Преди нападението цялата артилерия на Юга трябва да бъде насочена към тази вражеска позиция, за да я отслаби. Лий се надява нападението на Лонгстрийт да започне рано, но нито Лий, нито Лонгстрийт се заемат да изпратят заповед на дивизията на Пикет да се появи на бойното поле призори. Някои от критиците на Лонгстрийт от следвоенното течение Загубената кауза считат това за доказателство, че Лонгстрийт предумишлено е спъвал плановете на Лий. Наред с пехотния щурм Лий планира кавалерийско сражение в тила на Съюза. Генерал-майор Джеб Стюарт води дивизията си на изток в подготовка да се възползва от пробива, на който Лий се надява, като атакува в тила на Съюза и прекъсне съобщителните (и отстъпителните) му линии по пътя за Балтимор.
Около 13 ч. близо 170 оръдия на Юга, разположени на 3 км линия, започват бомбардиране, което е най-голямото през войната. Бриг. генерал Евандър Лоо по-късно пише:
| “ | Канонадата в центъра представи една от най-величествените бойни сцени по време на войната. Отправяйки поглед нагоре по долината към Гетисбърг, върховете на хълмовете от двете страни бяха короновани с пламък и пушек докато 300 оръдия, почти поравно разделени между двете страни, бълват желязната си градушка едни срещу други. | ” |

За да спести боеприпаси за пехотното настъпление, което знае, че ще последва, командирът на артилерията на Армията на Потомак бригаден генерал Хенри Хънт първоначално не отговаря на огъня. След около 15 минути и след натиск от генерал-майор Уинфийлд Ханкок да се отвърне на огъня, за да се държи бойния дух на войниците висок, около 80 Съюзни оръдия се включват в грохота. Армията на Северна Вирджиния изпитва силен недостиг на боеприпаси и канонадата не нанася значителни вреди на линията на Севера, защото се целят високо, но поради пушека не могат да го видят. Те уцелват къщата, използвана за квартира от генерал Мийд, който е принуден да се евакуира, а двайсетина коне са убити на двора от избухнал снаряд. След половин час батареите на Съюза отново замлъкват в очакване на щурма. Денят е горещ (31 °C) и влажен и войниците на Юга се изтощават, докато чакат заповедта за настъпление, а когато оръдията на Севера надстрелват целта си, снарядите попадат в частите, строени в горите на Семинари ридж за началото на щурма.
Лонгстрийт казва на Лий:
| “ | Генерале, бил съм войник цял живот. Виждал съм войници да влизат в бой по двама, във взводове, роти, полкове, дивизии и армии, и би трябвало да зная, колкото и всеки друг, какво могат да направят войниците. Моето мнение е, че никои петнайсет хиляди мъже строени за битка не могат да превземат онази позиция. | ” |

Лонгстрийт се опитва да предаде отговорността за заповядването на настъплението на полковника от артилерията Едуард Александър, но когато Александър уведомява Пикет, че мунициите му са на изчерпване, Лонгстрийт отговаря с кимване на въпроса на Пикет дали да тръгва. Войниците от дивизията на Пикет са почти изцяло от Вирджиния, дивизиите на Тримбъл и Петигрю са от Северна Каролина, Мисисипи, Алабама, Тенеси, а подкрепленията, командвани от Уилкокс и Ланг, са от Алабама и Флорида.

### Щурмът на Пикет
Към 15 ч. артилерийският обстрел замира и 12 500 южняци слизат от рида и започват поход от 1600 м, запомнен в историята като Щурмът на Пикет (Pickett's Charge). Въпреки че е наречено „щурм“, настъплението на южняците се придвижва с умерена скорост под строй разгърнато на фронт от 1600 м. Те са посрещнати от силен артилерийски огън, марширувайки през открито поле, за да стигнат до линията на Съюза. Земята между Семинари и Семетери ридж е леко нагъната и напредващите войски периодично изчезват от погледа на артилеристите на Съюза. Виждайки редиците на трите южни дивизии, насочващи се към тях, янките започват да викат: „Фредериксбърг! Фредериксбърг!“ във връзка с катастрофалното настъпление на Съюзните сили срещу линията на Конфедерацията в Битката при Фредериксбърг осем месеца по-рано. Когато южняците се приближават на 400 м от Съюзните позиции на Семетери хил на север от Литъл раунд топ, е открит яростен флангови артилерийски огън, както и пушечен и шрапнелен огън от II корпус на Ханкок.
| “ | Те веднага бяха обгърнати от плътен облак от пушек и прах. Ръце, глави, одеяла, оръжия и раници бяха хвърляни и подхвърляни в ясния въздух. Едно стенание се надигна от полето, отчетливо чуто сред бурята на битката. | ” |

Подполковник Франклин Сойер, 8-и Охайски полк
Дивизиите на Тримбъл и Петигрю на левия фланг напредват много по-малко и не могат да окажат подкрепа на Пикет. Бригадата на полковник Джон Брокънбро е обезкръвена от артилерийски огън от Гробищния хълм и от пушечни залпове от 8-и Охайски пехотен полк. Охайците толкова изненадват деморализираните от артилерийския огън вирджинци, че те хукват обратно към Семинарийния рид, удряйки се в дивизията на Тримбъл и обръщайки някои от тях също на бяг. Охайците след това се обръщат с флангова атака срещу бригадата от мисисипци и севернокаролинци на бригаден генерал Джоузеф Дейвис, която сега е ляв фланг на дивизията на Петигрю. Оцелелите са подложени на унищожителен огън от Гробищния хълм, откъдето срещу тях са изстреляни над 1600 снаряда. По това време южняците се доближават достатъчно, за да може срещу тях да бъде използван шрапнел, а дивизията на бригаден генерал Александър Хейс изпраща много ефективен пушечен огън от 250 м зад каменна стена, където те са строени по 3 – 4 души един зад друг и си сменят местата, за да стрелят. Две от дивизиите на Тримбъл следват Петигрю, но напредват малко. Объркващи заповеди на Тримбъл карат бригаден генерал Джеймс Лейн да изпрати само 3 1/2 от неговите Севернокаролински полкове напред. Подновен огън от 8-и Охайски и яростната атака на карабинерите на Александър Хейс попречват на повечето севернокаролинци да преминат пътя за Емитсбърг. Хейс окуражава хората си зад стрелковата линия, викайки: „Ура! Момчета, ние им даваме ада!“ Два коня са застреляни под него.
На десния фланг вирджинците на Пикет прекосяват пътя за Емитсбърг и завиват наляво, тръгвайки на североизток. Те маршируват в две линии, водени от бригадите на бригаден генерал Джеймс Кемпър вдясно, бригаден генерал Ричард Гарнет вляво и бригаден генерал Люис Армистед зад него. Войниците на Пикет устояват на огъня на оръдията на Дабълдей и МакГилвъри от Семетери хил, както и на пушечния огън на бригадите на Станард, Хароу и Хол, понасяйки огромни загуби. Генерал-майор Уинфийлд Ханкок е ранен от куршум, който удря лъка на седлото му, влиза в хълбока му и вкарва трески и изкривен пирон. Ханкок отказва да бъде евакуиран, докато битката не приключи. Линията на Съюза се разколебава и е пробита при Ъгъла на ниска каменна ограда, защитаван от Филаделфийската бригада на бригаден генерал Александър Уеб. Уеб поставя двете останали оръдия от батареята на тежко ранения лейтенант Алонзо Къшинг на предна позиция на каменната ограда 69-и и 71-ви Пенсилвански полкове (940 мъже) да защитават оръдията и стената.
Две пролуки се откриват в линията на Съюза. Командирът на 71-ви Пенсилвански нарежда на мъжете си да отстъпят, когато южняците се приближават до каменната стена, а 59-и Нюйоркски полк необяснимо се оттегля в тила, което оставя капитан Андрю Кауън и неговата Първа Нюйоркска независима батарея сами срещу напредващия враг. Асистиран лично от артилерийския командир Хенри Хънт, Кауън нарежда на петте оръдия да стрелят с двоен шрапнел и цяла конфедеративна фронтова линия пред него изчезва. Пролуката, оставена от 71-ви Пенсилвански, е по-голяма и оставя 268 души от 69-и Пенсилвански и неколцина от 71-ви да заедно с двете оръдия на Къшинг да се изправят срещу 2500 – 3000 души от бригадите на Армистед и Гарнет, които започват да прекосяват оградата. Ирландците от 69-и яростно се противопоставят в меле от куршуми, байонети и юмруци. Тежко раненият Къшинг е убит от три куршума, докато вика на мъжете си. Бригаден генерал Армистед води мъжете си на кон през пролуката, поставяйки шапката си на сабята си и пада убит до Къшинг. Униженият от отстъплението на 71-ви полк. Уеб придвижва 72-ри Пенсилвански полк напред и стабилизира линията. Южняците пленяват оръдията и ги обръщат срещу северняците, но нямат боеприпаси. Когато линията на Съюза става непробиваема от пристигналите подкрепления, войниците от бригадите на Гарнет и Армистед започват поединично да се измъкват, тъй като не е останал командващ офицер, който да заповяда общо отстъпление. Линията, достигната при Ъгъла от бригадата на Армистед е известна като „Горната линия на прилива на Конфедерацията“, представлявайки най-близката точка до целта за постигане на независимост от Съюза чрез военна победа.
Щурмът на Пикет продължава по-малко от час. Северът дава около 1500 убити и ранени, а Югът 6555, от които 1123 са убити, 4019 са ранени, а 3750 са пленени (вкл. ранени). Командирите на бригадите на Пикет Гарнет и Армистед са убити, а Кемпър е ранен, пленен, освободен и отново пленен. Тринайсет от полковите му командири също са убити или ранени. Подкрепящата атака на бригаден генерал Кадмъс Уилкокс и полковник Дейвид Ланг вдясно на Пикет започва, след като Пикет е претърпял поражение и бързо са отблъснати от оръдията на МакГилвъри и Върмонтската бригада.
Когато южняците се добират до линията, от която са започнали на Семинарийния рид, Лий казва на бригаден генерал Уилкокс: „Всичко е по моя вина.“ Той се страхува от контраофанзива на Съюза и казва на Пикет да събере дивизията си за отбрана, на което Пикет отвръща: „Генерал Лий, аз нямам дивизия.“ Той е неутешим до края на деня и никога не прощава на Лий, че е заповядал щурма. Контранастъплението на Съюза не идва поради изтощението, загубите и предпазливостта на Мийд.

### Кавалерийски сражения
На 5 км източно от Гетисбърг кавалерията на генерал-майор Джеб Стюарт се сблъсква с дивизията на бригаден генерал Дейвид Грег и бригадата на Джордж Къстър. Атаката на Къстър начело на Първа мичиганска кавалерийска бригада притъпява нападението на бригадата на Уейд Хамптън и не позволява на Стюарт да постигне целите си в ариергарда на Съюза. Междувременно, след като научава за победата, бригаден генерал Хю Килпатрик заповядва кавалерийска атака срещу пехотните позиции на корпуса на Лонгстрийт югозападно от Биг раунд топ (Големия объл връх). Бригаден генерал Елон Фарнсуърт протестира срещу безполезността на такъв ход, но се подчинява на заповедта и е убит заедно с много от подчинените си.

## Последици

### Жертви
Двете армии дават общо между 46 000 и 51 000 жертви. Жертвите на Севера са 23 055 (3155 убити, 14 531 ранени и 5639 пленени или изчезнали). Жертвите на Юга е по-трудно да се оценят. Някои автори предлагат бройката 28 000 души, но според авторитетното изследване на Бъси и Мартин Полковите сили и загуби от 2005 г. жертвите са 23 231 (4708 убити, 12 693 ранени и 5830 пленени или изчезнали). Загубите на двете страни по време на целия поход са 57 225. Има и една цивилна жертва на битката: 20-годишната Джини Уейд е убита от заблуден куршум в кухнята си в Гетисбърг, докато е правила хляб.
Телата бързо са погребани, а 3000 конски трупа са изгорени. Гражданите на Гетисбърг се разболяват от вонята.

### Отстъплението на Лий
На 4 юли, същия ден, в който гарнизонът на Виксбърг, Мисисипи се предава на генерал-майор Юлисис Грант, Лий преустройва линиите си в защитна позиция с мисълта, че Мийд ще нападне. Предпазливият командир на Съюза обаче не желае да поеме риска, за което по-късно е критикуван. Той изпраща проучвателни части, които се оттеглят под обстрел от Конфедерацията. Серия от престрелки между противоположните войски само добавя към списъка с жертвите. До средата на следобеда стрелбата е прекратена и двете армии се заемат с прибиране на ранените и погребване на убитите. Предложение на Лий за размяна на пленници е отхвърлено от Мийд.
На 5 юли, под силен дъжд, основната част от Армията на Северна Вирджиния поема по пътя за Вирджиния. Битката при Гетисбърг е свършила. Армията на Мийд ги последва, но преследването не е настървено. Придошлата от дъждовете река Потомак забавя южняците, но когато северняците пристигат, те са успели да направят брод. Ариергардното сражение при Фолин Уотърс на 14 юли приключва Гетисбъргския поход и добавя нови имена към списъка с убитите, включително бригаден генерал Петигрю, който е смъртоносно ранен.
В кратко писмо, написано на 7 юли, генерал-майор Хенри Халек пише на Линкълн за двете победи при Гетисбърг и Виксбърг и добавя:
| “ | Ако генерал Мийд може да довърши славно извършената си досега работа посредством пълното или значително унищожение на армията на Лий, бунтът ще е свършен. | ” |

Халек след това изпраща телеграмата и до Мийд. Въпреки повторните молби от страна на Линкълн и Халек, изпращани през цялата следваща седмица, Мийд не преследва армията на Лий достатъчно агресивно, за да може да я унищожи, преди тя да е пресякла р. Потомак и да се е добрала до относителната безопасност на територията на Вирджиния. Мийд е жестоко критикуван за това, че позволява на Лий да се измъкне и е унизен пред Конгресната комисия за воденето на войната от политическите си врагове, които поставят под въпрос и действията му при Гетисбърг.

### Реакцията на Севера
Новината за победата наелектризира Севера. Заглавието на в. Филаделфия Инкуайърър е „ПОБЕДА! ВАТЕРЛОО Е ЗАТЪМНЕН!“.
Джордж Темпълтън Стронг пише в своя дневник в Ню Йорк:
| “ | Резултатите от тази победа са безценни... Обаянието на непобедимостта на Робърт Е. Лий е разрушено. Армията на Потомак най-сетне е открила генерал, който може да борави с нея и благородно е стояла в ужасната си работа въпреки дългия обезсърчителен списък с провали след оспорвани битки. Медните глави са парализирани и онемели поне за момента. Правителството е засилено четворно у дома и в чужбина. | ” |

– Джордж Темпълтън Стронг. Дневник с. 330
Кампанията продължава във Вирджиния с малки сражения до 23 юли в на малката битка при Манасас Гап, след което Мийд изоставя всякакви опити за преследване и двете армии заемат позиции една срещу друга на бреговете на р. Рапаханок.
Скоро обаче ентусиазмът в Съюза се изпарява, като обществото разбира, че армията на Лий е избягала от унищожението и войната ще продължи. Линкълн се оплаква на министъра на флота Гидеон Уелс, че „Нашата армия държеше войната в дланта си и не я затвори!" Бригаден генерал Александър Уеб пише на баща си на 17 юли, заявявайки, че „вашингтонски политици като „Чейс, Сюърд и други“, отвратени от Мийд, „ми пишат, че в действителност Лий е спечелил битката!"

### Въздействие върху Конфедерацията
Надеждата на президента на Конфедерацията, Джеферсън Дейвис, че неговият пратеник, вицепрезидентът на Конфедерацията Александър Стивънс, ще пристигне във Вашингтон по време, в което армията на Лий ще се е насочила към града от север, е разбита и Линкълн отказва да приеме Стивънс. По време на последните часове на битката той се доближава до линиите на Съюза при Норфък, Вирджиния, с официалната задача да преговаря за размяна на пленници и други сродни въпроси, но историкът Джеймс МакФерсън предполага, че Стивънс е имал поръка да води представи предложения за мир. Чувайки за резултатите от битката при Гетисбърг, Линкълн отказва да пусне Стивънс през линията. Надеждата за признаване на Конфедерацията от европейските сили също е разбита, а стойността на ценните книжа на Юга се срива. „Европейските инвеститори даваха на Джони Реб около 42 % шанс в началото на 1863 г. Новините за сериозността на скъпо струващите загуби при Гетисбърг/Виксбърг водят до разпродажба на бунтовнически облигации и вероятността за Южна победа спада до 15 % към края на 1863 г.“
След войната Гетисбърг става фокус на Загубената кауза, движение на писатели като Едуард Полард и Джубал Ърли, за да обясни причините за конфедеративното поражение във войната. Фундаментален постулат на техния аргумент е, че Югът е бил обречен поради огромното преимущество в хора и индустриална мощ, притежавана от Севера. Те обаче твърдят също така, че тя страда, защото Робърт Лий, който до онова време е бил почти непобедим, е предаден от провали на някои от ключовите му подчинени при Гетисбърг: Юел, защото не превзема Семетери хил на 1 юли; Стюарт, за лишаване на армията от кавалерийско разузнаване за ключова част от похода и особено Лонгстрийт, за това, че не напада на 2 юли толкова рано и толкова мощно, колкото Лий първоначално е възнамерявал. От тази позиция на Гетисбърг се гледа като на голяма изгубена възможност, в която решителна победа от страна на Лий би могла да означава края на войната в полза на Конфедерацията.

### Гетисбъргско обръщение
Опустошението на войната все още е видно четири месеца по-късно, когато на 19 ноември е осветено Националното войнишко гробище, а президентът Ейбръхам Линкълн прави своето Гетисбъргско обръщение, с което призовава за „ново раждане на свободата“ в страната.
Днес Националното гробище при Гетисбърг и Националният военен парк Гетисбърг се поддържат от Националната паркова служба на САЩ и са сред най-почитаните исторически паметници.

## Лий срещу Мийд
Преди Гетисбърг, Робърт Лий си установил репутация като почти непобедим генерал, постигайки победи срещу превъзхождащи сили, въпреки че обикновено с големи жертви за армията си; по време на Седемдневните битки, Северновирджинската кампания (включително втората битка при Бул Рън), Фредериксбърг и Чансълърсвил. Само Мерилендската кампания с тактически нерешителната битка при Антиетам, е по-малко от успешна. Следователно историците се опитват да обяснят как победната поредица на Лий е прекъсната толкова драматично при Гетисбърг. Изтъкваните основни фактори за загубата на Лий са: (1) Прекалената увереност на Лий в непобедимостта на мъжете си; (2) представянето на подчинените си, и неговото управление на подчинените си; (3) здравни проблеми и (4) представянето на противника му, Джордж Г. Мийд и Армията на Потомак.
През целия поход Лий е повлиян от вярването, че неговите мъже са непобедими; повечето от опита му с Армията на Северна Вирджиния го убеждава в това, включително голямата победа при Чансълърсвил в началото на май и разгрома на войските на Съюза при Гетисбърг на 1 юли. Тъй като духът играе важна роля за военната победа, когато други фактори са изравнени, Лий не иска да охлади желанието на армията си да се бие и се противопоставя на предложения, главно от Лонгстрийт, да се оттегли от превзетия Гетисбърг, за да избере по-благоприятна позиция за армията си. Военният кореспондент Питър Александър пише, че Лий „действа, вероятно с впечатлението, че неговите войници са способни да превземат всяка позиция, колкото и трудна да е. Ако е такъв случаят, той допуска грешка, грешка, която и най-способният командир обаче може да допусне.“. Самият Лий се съгласява с тази преценка, пишейки до президента Дейвис: „Не може да се упрекне армията за провала си да постигне това, което беше проектирано от мен, нито трябва да бъде мъмрена за неразумните очаквания на обществото; само аз съм за упрек, за това, че може би очаквах твърде много от нейното мъжество и храброст.“
Най-противоречивите оценки на битката се отнасят до представянето на подчинените на Лий. Доминиращата тема на писателите от Загубената кауза и на много други историци, е че старшите генерали на Лий са го провалили по решаващ начин, директно предизвиквайки загубата на битката; алтернативната гледна точка е, че Лий не е управлявал подчинените си адекватно и следователно не е компенсирал за техните недостатъци. Двама от командирите му на корпус – Ричард Юел и А. П. Хил – са новоповишени и не са напълно свикнали със стила на командване на Лий, в който той доставя само общи цели и напътствия на бившия им командир, Стоунуол Джаксън; Джаксън ги превръща в детайлни, специфични заповеди на своите дивизионни командири. И четиримата основни командири на Лий получават критика по време на похода и битката.
- Джеймс Лонгстрийт страда най-много от гнева на авторите от Загубената кауза не най-малко, защото той директно критикува Лий след войната и става републиканец. Критиците му го обвиняват, че напада много по-късно отколкото Лий е възнамерявал на 2 юли, прахосвайки възможност за удар срещу Армията на Съюза преди отбранителните ѝ позиции да са се втвърдили. Те също поставят под въпрос неговия недостиг на мотивация да нападне силно на 2-ри и 3 юли, защото се е застъпвал за маневриране на армията до място, където ще принудят Мийд да ги нападне. Алтернативното гледище е, че Лий е в близък контакт с Лонгстрийт по време на битката, съгласява се с отлаганията на сутринта на 2 юли и никога не критикува представянето на Лонгстрийт.
- Джеб Стюарт лишава Лий от кавалерийско разузнаване през по-голямата част от похода, като взема своите три най-добри бригади на път, далеч от армията. Това води до изненадата на Лий от енергичното преследване на Хукър; срещното сражение на 1 юли, което ескалира в пълна битка преждевременно и също предотвратява Лий да разбере пълното разположение на врага на 2 юли.[99]
- Ричард Юел е универсално критикуван за това, че не превзема възвишението следобеда на 1 юли. Заповедите на Лий са Юел да действа „ако е осъществимо“. Много историци предполагат, че Стоунуол Джаксън, ако беше оцелял Чансълърсвил, би агресивно завзел хълма Кълпс хил, с което ще да направи хълма Семетери хил неотбраняем и да промени целия изглед на битката. По-различно издадена заповед от Лий би могло да накара подчинения да действа.[100]
- Амброуз Хил получава критика за неефективното си представяне. Неговите действия водят до началото и след това до ескалирането на битката на 1 юли, въпреки заповедите на Лий да не се докара генерално сражение (въпреки че историците сочат, че Хил е държал Лий осведомен за действията си през този ден). Болест обаче предотвратява участието му в останалата част от битката и Лий предприема изричната стъпка да вземе войски от корпуса на Хил и да ги даде на Лонгстрийт за Щурма на Пикет.[101]

В допълнение към болестта на Хил, представянето на Лий е повлияно от собствените му болести, които се предполагат като болки в гръдния кош поради ангина. Той пише на Джеферсън Дейвис, че физическото му състояние му е попречило да има пълен надзор над бойното поле.
- Като последен фактор е, че Лий се изправя срещу нов страховит противник в лицето на Джордж Гордън Мийд и Армията на Потомак се бие добре на домашната си почва. Макар и нов като командир на армията, Мийд разполага силите си относително ефективно; разчитайки на силни подчинени като Уинфийлд Ханкок да вземе решения, където и когато са необходими; възползва се от отбранителните позиции; пъргаво премества отбранителните ресурси на вътрешни линии, за да парира силни заплахи и за разлика от някои от предшествениците си, държи позицията си през цялата битка в лицето на яростни конфедеративни атаки. Лий е цитиран преди битката, казвайки, че Мийд „няма да допусне големи грешки на моя фронт, а ако аз направя такава... бързо ще се възползва от нея.“ Това предсказание се оказва вярно при Гетисбърг. Стивън Сиърс пише: „Факт е, че Джордж Г. Мийд неочаквано и срещу шансовете, напълно превъзхожда Робърт Е. Лий при Гетисбърг.“ Едуин Кодингтън пише, че войниците на Армията на Потомак получават чувство за триумф, което пораства в неугасима увереност в себе си. „Мъжете знаят какво могат да направят при крайно компетентен генерал; някой с по-малко способности и кураж би загубил битката.“[103]

Мийд също има своите критици. Подобно на Лий Мийд получава пристрастни нападки за представянето си при Гетисбърг, но има нещастието да ги преживее лично. Поддръжници на неговия предшественик, генерал-майор Джоузеф Хукър, гълчат Мийд пред Съвместната комисия за воденето на войната на Конгреса на САЩ, където радикални републиканци подозират, че Мийд е „медена глава“ (демократ, с позиция за сключване на мир) и се опитват да го лишат от командването. Даниъл Сикълс и Даниъл Батърфийлд обвиняват Мийд, че е планирал да отстъпи от Гетисбърг по време на битката. Повечето политици, включително Линкълн, критикуват Мийд за хладното му преследване на Лий след битката. Някои от най-компетентните подчинени на Мийд—Уинфийлд Ханкок, Джон Гибън, Гуверньор Уорън и Хенри Хънт, всичките герои от битката—защитават Мийд на хартия, но Мийд е огорчен от цялото преживяване.

## Споменаване върху американска марка и монета
По време на стогодишнината от Американската гражданска война, Американската пощенска служба издава пет пощенски марки в памет на стогодишнината от известни битки в период от 4 години, започвайки с битката за форт Съмтър през 1961 г. Марката за битката при Шайло е издадена през 1962 г., битката при Гетисбърг през 1963, битката в пустошта през 1964 и битката при Апоматокс през 1965.
На 24 януари 2011 г. програмата America the Beautiful Quarters издава 25-центова монета в памет на Гетисбъргския национален военен парк и битката при Гетисбърг. Обратната страна на монетата изобразява монумента на Гробищния рид на 72-ра Пенсилванска пехота.

## В популярната култура
Битката при Гетисбърг е описана във филма от 1993 г. Гетисбърг, базиран на романа от 1974 г. Ангелите убийци на Майкъл Шаара. Филмът и романът се съсредоточават главно върху действията на Джошуа Чембърлейн, Джон Бюфорд, Робърт Лий и Джеймс Лонгстрийт по време на битката. Първият ден се съсредоточава върху кавалерийската отбрана на Бюфорд, вторият ден върху отбраната на Чембърлейн на Малкия объл връх, а третият ден върху Щурма на Пикет. Битката се споменава също във филма от 1939 г. Отнесени от вихъра, базиран на едноименния роман.
В псевдодокументалния филм C.S.A.: The Confederate States of America, битката при Гетисбърг се спечелва от конфедеративните войски в резултат на убеждаването от страна на политика Джуда Бенджамин на Великобритания и Франция да помогнат на Конфедерацията. Това предизвиква ефект на пеперудата, чрез който Конфедерацията побеждава в Гражданската война и след това завладява цяла Северна и Южна Америка, с изключение на Канада.